# Monte Liamuiga
Il Monte Liamuiga è uno stratovulcano situato sull'isola di Saint Kitts che, con un'altitudine di 1156 metri s.l.m., rappresenta il punto più elevato di Saint Kitts e Nevis e dell'intero gruppo delle Isole Sopravento Settentrionali. Spesso è citato col vecchio nome di Monte Misery,che ha portato fino all'indipendenza dell'isola nel 1983. Il nome Liamuiga deriva dal caraibico Kalinago e significa "terra fertile".